# Lyngså

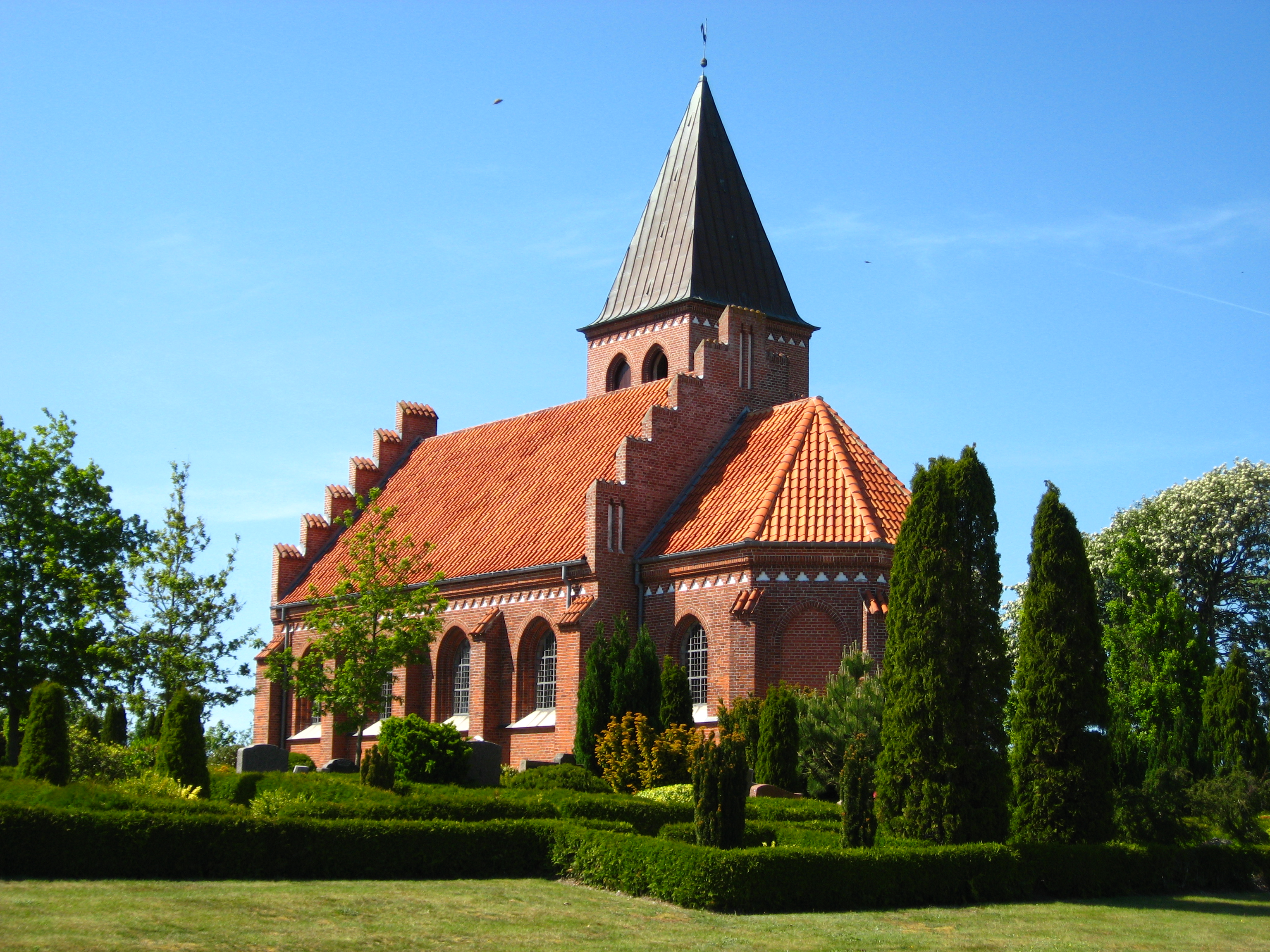
Kościół w Lyngså

Lyngså – miasto w Danii, w regionie Jutlandia Północna, w gminie Frederikshavn.